# Informelle Siedlung

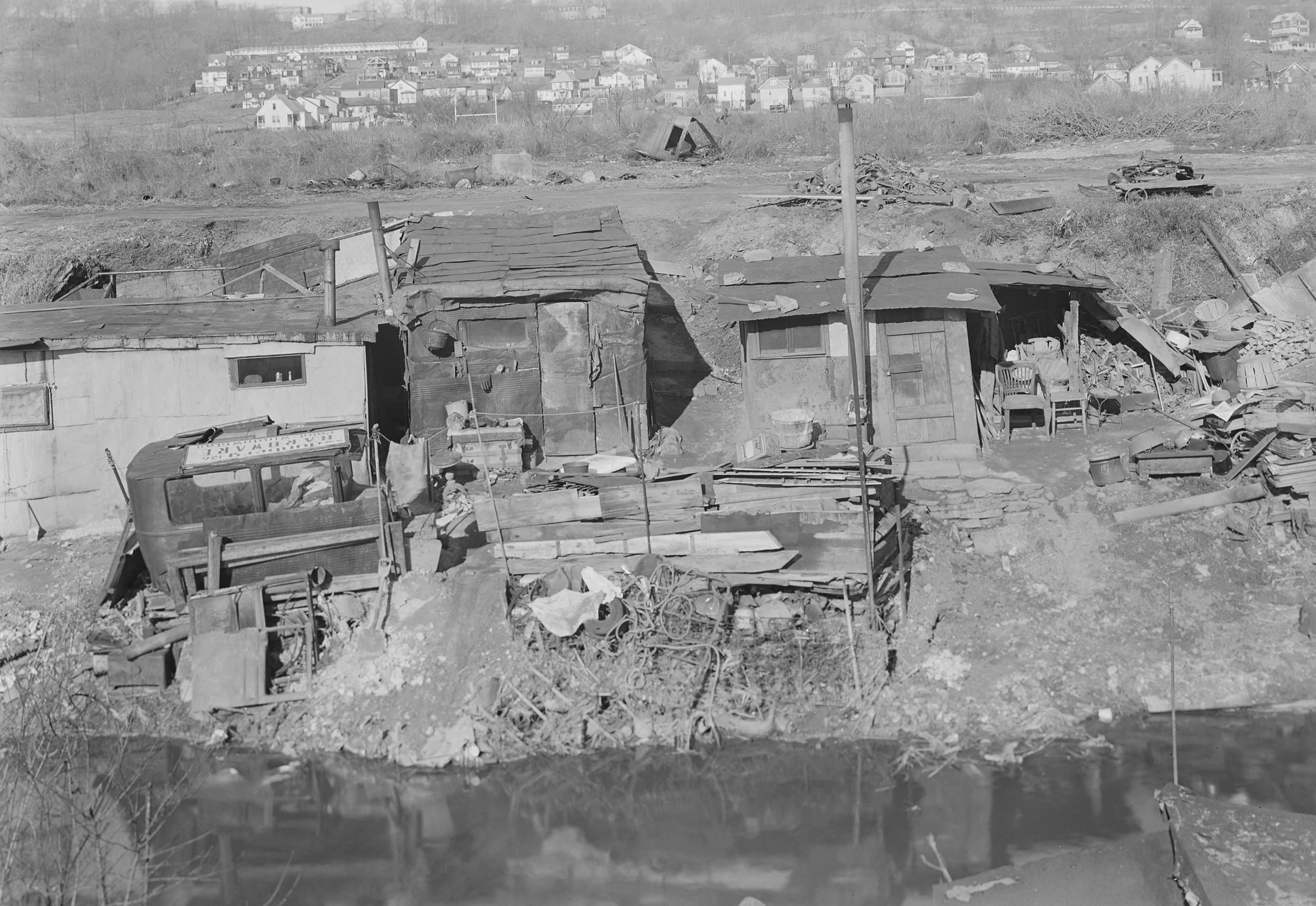
Junggesellenhütten in Paterson, USA (1937)

Eine informelle Siedlung, auch Marginalsiedlung oder ungenauer Elendsviertel, ist eine Siedlung, oft in der Nähe oder innerhalb einer Stadt, die sich hauptsächlich oder ausschließlich aus provisorisch gebauten Unterkünften zusammensetzt. In der Umgangssprache wird auch der Begriff Slum gebraucht, wobei jedoch mit diesem Wort traditionell heruntergekommene Stadtviertel der Kernstadt bezeichnet werden, während informelle Siedlungen vollkommen neue, ungeplante „Stadtviertel“ am Stadtrand sind. Es gibt allerdings auch Siedlungen, die von ihrem baulichen und genehmigungsrechtlichen Charakter eher informelle Siedlungen sind, aber keine Elendquartiere, sondern Formen temporärer Protestkultur (Protestcamps, z. B. Hüttendorf) oder alternativen Lebensstils (z. B. Ideal vom einfachen Leben). 
In den meisten Ländern werden Siedlungen nur dann als informell bezeichnet, wenn der Grundbesitz nicht geklärt ist. Manchmal wird auch zwischen informellen und irregulären Siedlungen unterschieden, wobei in den informellen Siedlungen kein legaler Grundbesitz seitens der Einwohner besteht, in den irregulären Siedlungen dagegen die Besitzverhältnisse umstritten sind. Es gibt jedoch oft reguläre Stadtviertel, in denen ähnlich schlechte infrastrukturelle Bedingungen vorherrschen wie in den eigentlichen informellen Siedlungen. Diese werden in der Umgangssprache meist mit demselben Begriff bezeichnet, wie im Fall der Villa Miseria in Argentinien.
Informelle Siedlungen haben in verschiedenen Ländern verschiedene Charakteristika und eigene Namen: In Argentinien heißen sie Villa Miseria, in Brasilien Favela, in Peru Pueblos jóvenes und Asentamientos Humanos (siehe auch Barriadas), in Chile Poblaciones, in Ecuador Invasiones und in der Türkei Gecekondu. Weitere Bezeichnungen sind Bidonville im frankophonen Afrika, Katchi abadi in Pakistan sowie shanty town oder shantytown in der englischsprachigen Welt.

## Charakteristika
Informelle Siedlungen existieren in vielen Städten in den Entwicklungsländern, es gibt sie aber auch in einigen Industrieländern. So wird beispielsweise geschätzt, dass im Ballungsraum Madrid im Jahr 2006 5.000 Personen (ca. 0,1 % der Einwohner) in informellen Siedlungen lebten. Auch in einigen deutschen Städten – etwa Berlin – gibt es mit dem Bauwagenplatz diese kostengünstige Siedlungsvariante. In Entwicklungsländern liegen diese Zahlen allerdings weit höher. So wohnen im Ballungsraum Buenos Aires (Argentinien) etwa 1.100.000 Menschen (9 % der Einwohner) in informellen Siedlungen, in Rio de Janeiro (Brasilien) etwa 19 % und in einigen Städten Afrikas über 50 %.
Die meisten informellen Siedlungen haben nur zwischen 10 und 1000 Einwohnern, es gibt aber in einigen Großstädten auch Siedlungen mit weit über 100.000 Einwohnern. Comas etwa, ein armer Vorort von Lima, hat knapp eine halbe Million Einwohner. Solche großen informellen Siedlungen entwickeln allerdings meist bereits eine heterogene Struktur und werden langsam zu einer eigenen Stadt oder einer Gruppe von Stadtvierteln mit verschiedenen sozio-ökonomischen Schichten, wobei auch meist die Grundverhältnisse Schritt für Schritt legalisiert werden. Ein besonders gutes Beispiel ist El Alto in Bolivien, das sich von einer informellen Siedlung von La Paz zu einem eigenständigen Vorort mit eigener Gemeinde entwickelt hat.

## Entwicklung

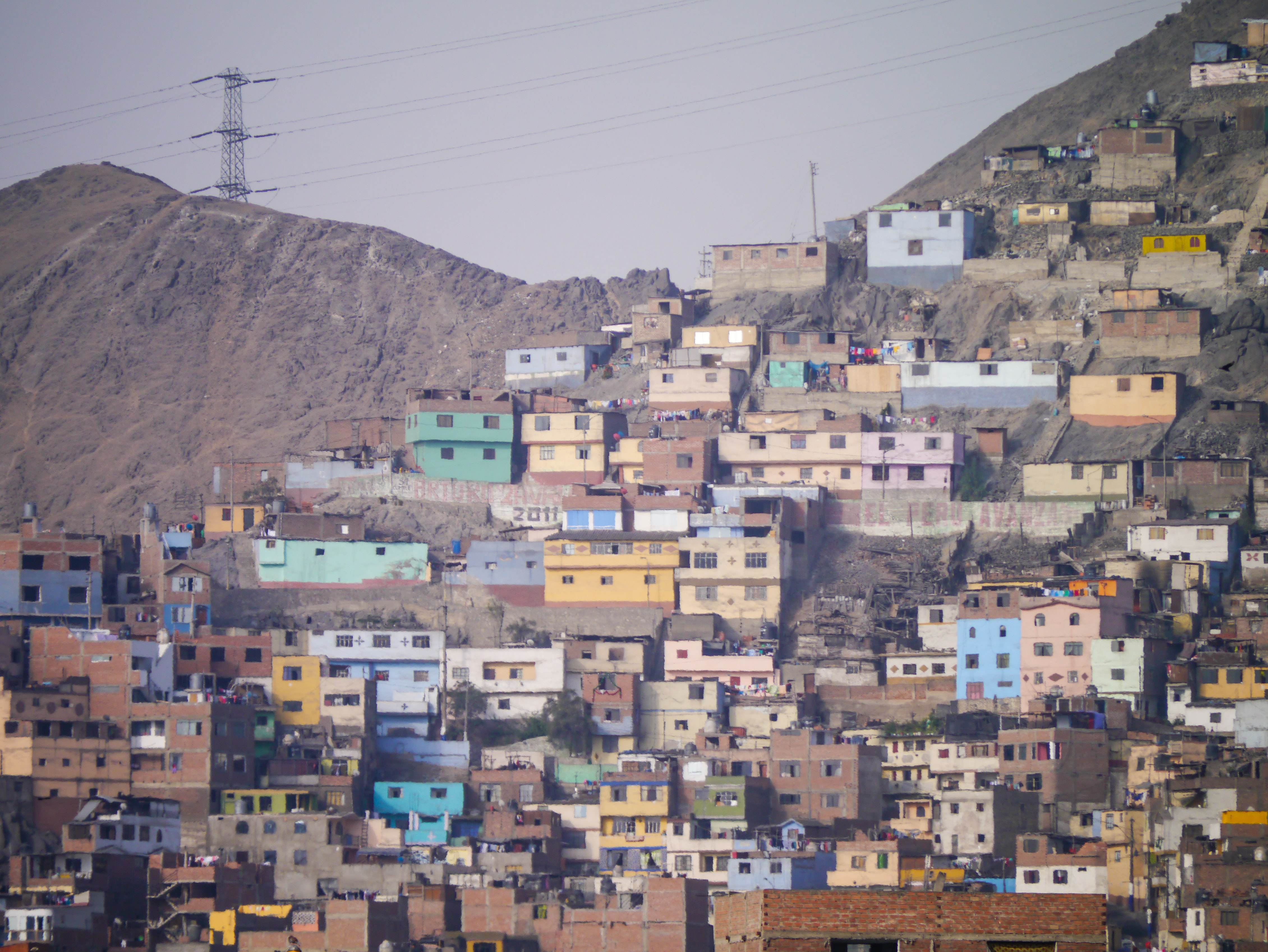
Informelle Siedlung, eine Vorstadt von Lima, 2013

Meist entwickeln sich informelle Siedlungen in Entwicklungsländern nach dem folgenden Muster: Einige wenige Familien bauen spontan provisorische, aus Holz, Karton und Wellblech konstruierte Behausungen auf ein Gelände, das dem Staat oder einem Eigentümer gehört, der das Gelände nicht nutzt. Auch Bauruinen, heruntergekommene verlassene Gebäude und sogar abgestellte Eisenbahnwaggons in heruntergekommenen Bahnhöfen können sich nach demselben Muster zu informellen Siedlungen entwickeln. Besonders im Fall von ungenutzten staatlichen Geländen werden diese Bewohner mangels Kontrollmöglichkeiten oft monatelang geduldet. Nach und nach spricht sich die neue Siedlung herum und wird von immer mehr Familien bevölkert, die Bevölkerungsdichte steigt. Gleichzeitig verbessert sich meist die Bausubstanz, so dass die Kerne der Siedlungen meist inzwischen Häuser aus Ziegelsteinen und teilweise sogar asphaltierte Straßen aufweisen, was auch daran liegt, dass es oft staatliche Projekte gibt, die die Infrastruktur in solchen Siedlungen gezielt verbessern, wie beispielsweise im Fall des brasilianischen Projektes Favela-Bairro und des argentinischen Promeba.
Im Gegensatz zu einer verbreiteten Meinung haben informelle Siedlungen nur selten eine höhere Kriminalitätsrate als andere Stadtviertel. Dennoch sind einige der größeren Siedlungen gerade in Schwellenländern wie etwa Brasilien oft ein Ort, an dem Kriminelle ungesehen „untertauchen“ können, weshalb sich Drogenhandel und Waffenhandel oft in solchen Siedlungen konzentrieren. Teilweise bilden sich dort Mafia-ähnliche Machtstrukturen heraus, die weder von der Polizei noch anderen staatlichen Organisationen effizient bekämpft werden können, da die Bewohner unter dem Druck einer illegalen Organisation stehen. Durch den Bau von Kulturzentren, Gemeindesälen, der Gründung von Tanz- und Musikgruppen, Sportangebote und anderes versucht der Staat daher oft, über andere Wege Kontakt mit der Bevölkerung aufzunehmen und auf diesem Weg die Organisationen auszuhebeln, was jedoch ebenfalls nicht immer gelingt.